# Невидљиви град
„Невидљиви град“ је други роман Србобрана Бранковића објављен 2011. године.

## Радња
Роман има неколико испреплетаних токова радње. Читаоци најпре прате необичан спортски догађај, олимпијаду секса, такмичење у дужини сношаја, такозвану туцијаду. То такмичење је, према наратору романа, моменат када се спорт враћа себи самом: „убацивање лопте кроз обруч, погађање мете из пушке, пиштоља, стрелама и стрелицама, утеривање кугле у рупу - само је одувек било околишно подражавање или чак замена забрањеног сношаја.“ Такође се истиче да је суштинска предност ове игре „коју вулгарни спорт никад неће достићи“, то што у њој нема победника и поражених, већ напротив, сласт победе испијају и једно и друго.
Друга особеност романа је што главни јунак проводи извесно време на улици као скитница, а потом допада и у душевну болницу.
Завршни део радње Невидљивог града одвија се у једном тајанственом граду, Бона Фидесу. Тај град се не може наћи ни на једној мапи. Премда се у роману не наводи локација, у преписци главних јунака и читалаца на Интернету помиње се да је смештен на граници између Камеруна и Нигерије, на реци Бенуе, а негде се чак појављује и мапа простора на коме се налази Бона Фидес.
Вредности заједнице Бона Фидес по свету шири истоимено друштво, али ни његове чланове није могуће препознати јер је реч о тајном удружењу. Међутим, у роману је дата преписка главних јунака, па се у склопу ње налазе и њихове имејл адресе. Неки читаоци су им писали и они су им одговорили и на Интернету се и даље одвија ова преписка. Тако је радња романа наставила да се одвија на друштвеним мрежама.